# Ekstraklasa (przedsiębiorstwo)
Ekstraklasa SA – polska spółka akcyjna utworzona w wyniku umowy, podpisanej 14 czerwca 2005 w Warszawie przez przedstawicieli Polskiego Związku Piłki Nożnej (PZPN) oraz delegatów 16 klubów ówczesnej I ligi sezonu 2005/2006. Skupia ona wszystkie 18 (dawniej 16) klubów, występujących w danym sezonie w najwyższej klasie rozgrywkowej w Polsce, zaś jej głównym zadaniem jest prowadzenie ligowych rozgrywek o mistrzostwo Polski w piłce nożnej mężczyzn i zarządzanie nimi.
Od 2006 do 2012 organizowała mecz o Superpuchar Polski (Superpuchar Ekstraklasy), w latach 2006–2009 rozgrywki Pucharu Ekstraklasy, a od sezonu 2007/2008 do sezonu 2012/2013 zmagania Młodej Ekstraklasy.
Od 27 lipca 2007 członek Europejskich Zawodowych Lig Piłkarskich (EPFL).

## Cele
Statutowe cele Ekstraklasy SA:
I. Zarządzanie rozgrywkami:
1. bezpośrednie zarządzanie rozgrywkami, w tym: tworzenie ich regulaminu, ramowego terminarza oraz analiza przebiegu rozgrywek,
2. poprawa bezpieczeństwa, dzięki współpracy z Komendą Główną Policji i udziałem w pracach Stałej Grupy Eksperckiej przy Ministrze Spraw Wewnętrznych,
3. współpraca z EPFL oraz PZPN;

II. Sprzedaż praw medialnych:
1. pakietu dla telewizji płatnych, gwarantującego prawo do transmisji na żywo ze wszystkich 296 meczów w sezonie, z możliwością udzielenia sublicencji, przekazania części praw do pokazywania meczów na żywo na rzecz innych podmiotów,
2. pakietu dla telewizji otwartych, gwarantującego prawo do transmisji na żywo 4 meczów w sezonie oraz pokazywania dwa razy w tygodniu 5-minutowej kroniki rozgrywek z fragmentami wszystkich meczów oraz prawo do emisji raz w tygodniu 30-minutowego magazynu,
3. pakietu praw międzynarodowych, gwarantującego dalszą dystrybucję licencji do pokazywania meczów Ekstraklasy poza granicami Rzeczypospolitej Polskiej,
4. dystrybucja treści w Internecie, gwarantująca możliwość nieodpłatnego oglądania fragmentów wszystkich meczów Ekstraklasy za pośrednictwem Internetu wyłącznie na terenie Polski,
5. prawa mobilne, gwarantujące możliwość wyświetlania fragmentów meczów (np. bramek) za pomocą urządzeń mobilnych, takich jak telefony, czy tablety;

III. Sprzedaż scentralizowanych praw marketingowych:
1. pakiet Sponsora Tytularnego – największy pakiet marketingowy oferowany przez Ekstraklasę SA, gwarantujący prawo do nazewnictwa rozgrywek, co łączy się z integracją znaku marki z graficznym znakiem rozgrywek, a także miejsce na koszulkach wszystkich zespołów, miejsce na bandach około boiskowych (statycznych i elektronicznych), reklama w kole środkowym boiska oraz reklama 3D za każdą z bramek, a także na ściankach do wywiadów telewizyjnych,
2. pakiet Sponsora Oficjalnego – gwarantujący miejsce na koszulkach, prawo do szerokiej obecności stadionowej oraz posługiwania się nazwą Oficjalnego Sponsora Ekstraklasy.

## Akcjonariusze
Akcjonariuszami Ekstraklasy SA w 2023 było:
- 18 klubów najwyższej piłkarskiej klasy rozgrywkowej w Polsce, posiadający ogółem 92,799% akcji spółki (każdy klub ma po 5,1555% akcji);
- Polski Związek Piłki Nożnej, posiadający 7,201% akcji.

## Historia
Poprzedniczkami Ekstraklasy SA były dwa działające po sobie stowarzyszenia:
- Piłkarska Autonomiczna Liga Polska (PALP) – powołana w 1999;
- Piłkarska Liga Polska (PLP) – zrzeszająca wszystkie kluby ówczesnych: I i II ligi polskiej.

Przez cały okres swej działalności obydwa te podmioty nie zarządzały faktycznie żadnymi rozgrywkami ligowymi w Polsce (to zadanie cały czas pozostawało w gestii Polskiego Związku Piłki Nożnej), a jedynie miały doprowadzić do powstania zawodowej ligi piłkarskiej i przygotować grunt pod utworzenie spółki nią zarządzającej. Od powstania Ekstraklasy SA działalność PLP związana była z klubami drugoligowymi.
Podczas posiedzenia organizacyjno-założycielskiego przyjęto i podpisano statut spółki, wybierając ponadto jej Radę Nadzorczą oraz prezesa Zarządu (tymczasowego, mającego pełnić te obowiązki jedynie do czasu przeprowadzenia wyborów), a także wypracowano porozumienia w najważniejszych kwestiach przyszłej działalności (m.in. sposób podziału pieniędzy ze sprzedaży praw medialnych).
Zgodnie z wcześniejszymi ustaleniami tymczasowym prezesem Zarządu mianowano Michała Tomczaka, zaś w skład siedmioosobowej Rady Nadzorczej weszli przedstawiciele czterech czołowych klubów I ligi sezonu 2004/2005 – Hubert Praski (Wisła Kraków), Jerzy Kopa (Dyskobolia Grodzisk Wlkp.), Piotr Zygo (Legia Warszawa) i Krzysztof Dmoszyński (Wisła Płock), dwóch reprezentantów pozostałych pierwszoligowców nowego sezonu – Jacek Milewski (Arka Gdynia) i Zbigniew Krasowski (Górnik Łęczna) oraz Zbigniew Koźmiński, jako przedstawiciel Polskiego Związku Piłki Nożnej (i prezes PLP). 12 sierpnia 2005 Ekstraklasa SA podpisała z PZPN umowę o zarządzaniu rozgrywkami I ligi (dzień formalnego przejęcia piłkarskiej ligi zawodowej), zaś na jej mocy od 18 listopada 2005 (14 kolejki sezonu 2005/2006) faktycznie wykonuje te obowiązki (pierwszym spotkaniem był mecz Legia Warszawa – Górnik Zabrze 3:2).
29 listopada 2005 przeprowadzono wybory do pierwszych władz spółki, w których wzięło udział 17 delegatów Walnego Zgromadzenia (po 1 przedstawicielu każdego z 16 klubów I ligi sezonu 2005/2006 oraz 1 działacza PZPN). Bezapelacyjnie zwyciężył w nich Andrzej Rusko, otrzymując komplet głosów i zostając pierwszym w historii prezesem Zarządu Ekstraklasy SA (jego poprzednik Michał Tomczak pełnił te obowiązki jedynie czasowo). Tego samego dnia powołano pozostałych członków władz spółki oraz jej poszczególnych organów (Zarządu, Rady Nadzorczej, Walnego zgromadzenia).
13 lipca 2006 – na wniosek prezesa Zarządu Ekstraklasy SA – Prezydium Zarządu PZPN zatwierdziło nowy regulamin rozgrywek I ligi sezonu 2006/2007, obejmujący swym zakresem jedynie rozgrywki Orange Ekstraklasy (poprzednie przepisy dotyczyły zarówno I, jak i II ligi). Nowelizacja ta miała na celu uzyskanie większej niezależności zawodowej ligi od PZPN. Według nowych przepisów całością spraw związanych z rozgrywkami Orange Ekstraklasy zajmować się będą jedynie wydzielone organy Ekstraklasy SA, tj.: Departament Logistyki Rozgrywek i Komisja Ligi. 22 lipca 2006, dzięki staraniom Ekstraklasy SA, rozegrano – po 5-letniej przerwie – mecz o Superpuchar Polski (zwanym od tej edycji oficjalnie Superpucharem Ekstraklasy SA), w którym Wisła Płock pokonała na Stadionie Wojska Polskiego Legię Warszawa 2:1. W dniach od 28 lipca 2006 do 30 lipca 2006 przeprowadzono 8 meczów inauguracyjnej kolejki sezonu 2006/2007 – pierwszego w historii polskiej piłki nożnej, w którym rozgrywki – od początku do końca – prowadzić będzie inny podmiot niż PZPN. Mimo tego część zadań nadal pozostawała w gestii dawnego zarządcy ligi (PZPN). Należały do nich: proces licencyjny, sprawy sędziowskie (sędziowie, obserwatorzy), sprawy międzynarodowe (m.in. zgłaszanie klubów do europejskich pucharów), kwestie bezpieczeństwa na stadionach (delegaci ds. bezpieczeństwa), sprawy dyscyplinarne w instancji odwoławczej oraz kwestie rozwiązywania kontraktów pomiędzy klubami a zawodnikiem lub trenerem. Dodatkowo – w zamian za przekazanie rozgrywek Ekstraklasy – przez 3 lata (od sezonu 2006/2007 do sezonu 2008/2009) PZPN otrzymał od Ekstraklasy SA 7,2% udziałów w zyskach oraz corocznie 1 mln złotych (m.in. na zarządzanie rozgrywkami niższych klas).
27 lipca 2007 w Cardiff Ekstraklasa SA została formalnie przyjęta w poczet członków stowarzyszenia Europejskich Zawodowych Lig Piłkarskich (EPFL), choć od jesieni 2006 przedstawiciele spółki uczestniczyli w spotkaniach stowarzyszenia jako obserwatorzy. W październiku 2015 roku w Warszawie odbyło się Walne Zgromadzenie EPFL, które było częścią obchodów dziesięciolecia istnienia Ekstraklasy SA.
9 września 2016 przy stadionie Legii Warszawa rozpoczęła się wrześniowa edycja wspólnego projektu Ekstraklasy oraz Ministerstwa Sportu i Turystyki – Akademie Klasy Ekstra. W ciągu trzech tygodni zajęcia w ramach Akademii Klasy Ekstra przeprowadziły u siebie wszystkie ekstraklasowe kluby. Treningi w ramach tego projektu to otwarte dla wszystkich chłopców i dziewczynek zajęcia w trzech kategoriach: U-6, U-9, U-11. Akademie Klasy Ekstra to jedna ze wspólnych aktywności Fundacji Ekstraklasy oraz Ministerstwa Sportu i Turystyki w ramach strategicznego partnerstwa zawartego do 2020 roku.
W kadencji 2015/16 po wyborach 24 września 2015 Radę Nadzorczą tworzyli: Maciej Wandzel (przewodniczący, reprezentant Legii Warszawa), Cezary Kulesza (wiceprzewodniczący, reprezentant Jagiellonii Białystok), Dariusz Smagorowicz (sekretarz, reprezentant Ruchu Chorzów) oraz członkowie: Karol Klimczak (reprezentant Lecha Poznań), Paweł Żelem (reprezentant Śląska Wrocław), Grzegorz Jaworski (reprezentant Piasta Gliwice), Zbigniew Boniek (reprezentant Polskiego Związku Piłki Nożnej)
W 2015 roku, pierwszy raz w historii łączne przychody klubów Ekstraklasy przekroczyły 0,5 mld PLN i wyniosły 511,2 mln PLN. To o 13,5% więcej niż rok wcześniej. W raporcie „Ekstraklasa Piłkarskiego Biznesu 2016” przygotowanym przez firmę doradczą EY i spółkę Ekstraklasa SA po raz pierwszy oficjalnie podano dane na temat podziału wpływów z praw mediowych i marketingowych. Najwięcej w sezonie 2015/2016 otrzymała Legia – 14,6 mln PLN. Klub z Warszawy triumfował również w tradycyjnym rankingu biznesowym. Drugi był Lech, a trzecia Lechia.
21 października 2016 prezes Ekstraklasy SA, Dariusz Marzec, jako pierwszy Polak w historii został wybrany na kadencję do Zarządu European Professional Football Leagues.

## Prezesi Zarządu
- Michał Tomczak – od 14 czerwca 2005 do 29 listopada 2005 (tymczasowy)
- Andrzej Rusko – od 29 listopada 2005 do marca 2012 (na skutek wyboru delegatów – 17 głosów na 17 możliwych)
- Bogusław Biszof[12] – od 1 września 2012 do lipca 2015 (powołany 9 lipca 2012 decyzją Rady Nadzorczej Ekstraklasy SA)
- Dariusz Marzec[13] – od 1 lipca 2015 do 9 października 2017 (powołany 22 maja 2015 decyzją Rady Nadzorczej Ekstraklasy SA)
- Marcin Animucki[14] – od 9 listopada 2017 (powołany decyzją Rady Nadzorczej Ekstraklasy SA z 9 listopada 2017 (p.o. Prezesa Zarządu od 9 października 2017, powołany decyzją Rady Nadzorczej Ekstraklasy SA z 9 października 2017)

## Struktura organizacyjna

### Zarząd
- Marcin Animucki – Prezes Zarządu
- Maciej Kolon – Wiceprezes Zarządu[15]

Opracowano na podstawie materiału źródłowego, w stanie na 29 stycznia 2024.

### Rada Nadzorcza
Skład Rady Nadzorczej wchodzą:
- Przedstawiciele czterech klubów, które w sezonie poprzedzającym wybór Rady Nadzorczej zajęły w rozgrywkach Ekstraklasy miejsca od pierwszego do czwartego,
- Dwaj przedstawiciele wybrani na Walnym Zgromadzeniu Akcjonariuszy przez pozostałych 12 klubów,
- Przedstawiciel Polskiego Związku Piłki Nożnej.

26 września 2017 podczas zwyczajnego walnego zgromadzenia akcjonariuszy Ekstraklasa SA wybrała radę nadzorczą na nową roczną kadencję spółki.
W składzie rady znaleźli się reprezentanci czterech najlepszych klubów ubiegłego sezonu: Jarosław Jankowski (Legia Warszawa), Cezary Kulesza (Jagiellonia Białystok), Karol Klimczak (Lech Poznań) oraz Maciej Bałaziński (Lechia Gdańsk). Dwanaście pozostałych zespołów wybrało swoich dwóch przedstawicieli podczas głosowania. Zostali nimi Krzysztof Zając (Korona Kielce) i Jarosław Mroczek (Pogoń Szczecin). Polski Związek Piłki Nożnej reprezentował prezes Zbigniew Boniek. Funkcję przewodniczącego rady objął Karol Klimczak. Wiceprzewodniczącym był Cezary Kulesza, a sekretarzem rady Maciej Bałaziński.
14 października 2021 podczas zwyczajnego walnego zgromadzenia akcjonariuszy Ekstraklasa SA wybrała radę nadzorczą naroczną kadencję spółki. Odtąd Radę Nadzorczą tworzyli: Dariusz Mioduski (Legia Warszawa), Wojciech Cygan (Raków Częstochowa), Jarosław Mroczek (Pogoń Szczecin) i Piotr Waśniewski (Śląsk Wrocław). Dwanaście pozostałych zespołów wybrało swoich dwóch przedstawicieli podczas głosowania. Zostali nimi Tomasz Jażdżyński (Wisła Kraków) i Tomasz Marzec (Wisła Płock). Polski Związek Piłki Nożnej reprezentował prezes Cezary Kulesza. Funkcję przewodniczącego rady objął Dariusz Mioduski. Wiceprzewodniczącym został Wojciech Cygan, a sekretarzem rady Jarosław Mroczek.
13 października 2020 Zwyczajne Walne Zgromadzenie Akcjonariuszy Ekstraklasy SA wybrało Radę Nadzorczą na nową roczną kadencję spółki. Odtąd Radę Nadzorczą tworzyli: Dariusz Mioduski (przewodniczący, reprezentant Legii Warszawa), Cezary Kulesza (wiceprzewodniczący, reprezentant Jagiellonii Białystok), Karol Klimczak (sekretarz, reprezentant Lecha Poznań), Grzegorz Jaworski (reprezentant Piasta Gliwice), Adam Mandziara (reprezentant Lechii Gdańsk), Wojciech Cygan (reprezentant Rakowa Częstochowa) oraz Marek Koźmiński (reprezentant Polskiego Związku Piłki Nożnej).
14 października 2021 Zwyczajne Walne Zgromadzenie Akcjonariuszy Ekstraklasy SA wybrało Radę Nadzorczą na nową roczną kadencję spółki.
Odtąd Radę Nadzorczą tworzą: Dariusz Mioduski (przewodniczący, reprezentant Legii Warszawa), Wojciech Cygan (wiceprzewodniczący, reprezentant Rakowa Częstochowa), Jarosław Mroczek (sekretarz, reprezentant Pogoni Szczecin) i Piotr Waśniewski (reprezentant Śląska Wrocław). Dwanaście pozostałych zespołów wybrało swoich dwóch przedstawicieli podczas głosowania. Zostali nimi Tomasz Jażdżyński (reprezentant Wisły Kraków) i Tomasz Marzec (reprezentant Wisły Płock). Polski Związek Piłki Nożnej reprezentować będzie prezes Cezary Kulesza. Funkcję przewodniczącego rady objął Dariusz Mioduski. Wiceprzewodniczącym został Wojciech Cygan, a sekretarzem rady Jarosław Mroczek.
W kadencji 2022/2023 Rada Nadzorcza składała się z: Karola Klimczaka (reprezentanta Lecha Poznań) – Przewodniczącego, Wojciecha Cygana (reprezentanta Rakowa Częstochowa) – Wiceprzewodniczącego, Jarosława Mroczka (reprezentant Pogoni Szczecin) – Sekretarza, Pawła Żelema (reprezentanta Lechii Gdańsk), Tomasza Marca, Sławomira Stempniewskiego i Cezarego Kuleszy (reprezentant PZPN).
W kadencji 2023/2024 Rada Nadzorcza składa się z: Wojciecha Cygana (reprezentanta Rakowa Częstochowa) – Przewodniczącego, Dariusza Mioduskiego (reprezentanta Legii Warszawa) – Wiceprzewodniczącego, Karola Klimczaka (reprezentanta Lecha Poznań) – Sekretarza, Jarosława Mroczka (reprezentanta Pogoni Szczecin), Wojciecha Strzałkowskiego, Sławomira Stempniewskiego, Cezarego Kuleszy (reprezentanta PZPN w Radzie Nadzorczej).
W kadencji 2024/2025 Rada Nadzorcza składa się z: Wojciecha Strzałkowskiego (reprezentanta Jagiellonii Białystok) – Przewodniczącego, Pawła Załęcznego (reprezentanta Śląska Wrocław) – Wiceprzewodniczącego, Dariusza Mioduskiego (reprezentanta Legii Warszawa) – sekretarza, Jarosława Mroczka (reprezentanta Pogoni Szczecin), Wojciecha Cygana (reprezentanta Rakowa Częstochowa), Sławomira Stempniewskiego, Cezarego Kuleszy (reprezentanta PZPN w Radzie Nadzorczej).
W kadencji 2025/2026 Rada Nadzorcza składa się z: Karola Klimczaka (reprezentanta Lecha Poznań) – przewodniczącego, Wojciecha Cygana (reprezentanta Rakowa Częstochowa) – wiceprzewodniczącego i Wojciecha Strzałkowskiego (reprezentanta Jagiellonii Białystok) – sekretarza. Ponadto wybrano Tana Keslera (reprezentanta Pogoni Szczecin), Mateusza Dróżdża (reprezentanta Cracovii) – wybranego w głosowaniu klubów i Pawła Jeża (reprezentanta Zagłębia Lubin) – również wyłonionego drogą głosowania, a także Cezarego Kuleszy (reprezentanta PZPN w Radzie Nadzorczej).

### Komisja Ligi
Komisja Ligi jest niezależnym od Ekstraklasy SA organem rozstrzygającym w kwestiach dyscyplinarnych związanych z rozgrywkami Ekstraklasy i jej klubami. Powstała w 2005 jako organ pierwszej instancji i spełnia w ramach rozgrywek funkcje jurysdykcyjne. Do jej obowiązków należy między innymi ustalanie sankcji dyscyplinarnych oraz finansowych dla klubów i zawodników za nieprzestrzeganie regulaminu rozgrywek.
W skład Komisji wchodzi od pięciu do siedmiu osób osób wybieranych na dwuletnią kadencję przez Radę Nadzorczą Ekstraklasy SA. Obecnie jest to sześciu Komisarzy, spośród których wybierany jest Przewodniczący i Wiceprzewodniczący. Posiedzenia Komisji zwołuje i prowadzi Przewodniczący. Obecnie funkcję tę pełni Jarosław Poturnicki.
Główna przesłanka do powołania Komisji Ligi to konieczność niezależnego, niezawisłego i transparentnego rozstrzygania kwestii związanych z rozgrywkami Ekstraklasy.
Organem odwoławczym od decyzji Komisji Ligi jest Najwyższa Komisja Odwoławcza PZPN.